# Селін Кудер
Селін Кудер (фр. Céline Couderc, 11 березня 1983) — французька плавчиня.
Учасниця Олімпійських Ігор 2004, 2008 років.
Чемпіонка Європи з водних видів спорту 2004 року, призерка 2006 року.
Переможниця літньої Універсіади 2003 року.